# Alulim
Alulim va ser el primer rei d'Eridu i el primer que va exercir l'hegemonia de Sumer segons la llista de reis sumeris. Seria el sobirà més antic recordat en tot el món. El déu Enki d'Eridu i el seu fill mortal Adapa van portar la civilització a Sumèria en aquest temps o pocs abans.
La llista de reis diu: "Després que la reialesa baixés del cel, es va establir a Eridug (Eridu). A Eridug, Alulim va esdevenir rei i va governar 28.800 anys".
El professor William Wolfgang Hallo diu que el seu nom vol dir 'mascle'.